# Chrysso gounellei
Chrysso gounellei är en spindelart som beskrevs av Levi 1962. Chrysso gounellei ingår i släktet Chrysso och familjen klotspindlar. Inga underarter finns listade i Catalogue of Life.